# Recoaro Terme
Recoaro Terme település Olaszországban, Veneto régióban, Vicenza megyében. Lakosainak száma 5965 fő (2023. január 1.). Recoaro Terme Ala, Altissimo, Crespadoro, Selva di Progno, Torrebelvicino, Valdagno, Vallarsa és Valli del Pasubio községekkel határos.

## Népesség
A település népességének változása:

| 2023 | 5 965 |